# Point Cabrillo Light
Point Cabrillo Light ist ein zwischen den Orten Mendocino und Caspar gelegener Leuchtturm an der kalifornischen Pazifikküste. Von den ehemals 15 zur Gesamtanlage gehörenden Gebäuden sind heute noch zwölf erhalten. Die Point Cabrillo Lighthouse Station gehört zu den am besten erhaltenen Leuchtturmanlagen in den Vereinigten Staaten. Der Leuchtturm wurde im Jahr 1909 in Betrieb genommen und 1972 automatisiert. Mit der heute eingesetzten Fresnel-Linse (in den 1990er Jahren restauriert) hat das Leuchtfeuer eine Tragweite von 14 Meilen. Am 3. September 1991 wurde die Anlage als Historic District in das National Register of Historic Places aufgenommen. Im Leuchtturm- und Nebelhorngebäude ist heute ein Museum untergebracht.

## Lage und Bedeutung für die Schifffahrt
Point Cabrillo Light liegt auf einer Landspitze an der kalifornischen Pazifikküste, rund drei Meilen (4,8 Kilometer) nördlich der Ortschaft Mendocino und rund eine Meile (1,6 Kilometer) südlich von Caspar. Unmittelbar im Norden des Leuchtturms liegt die kleine Bucht Frolic Cove, benannt nach der Brigg Frolic, die hier im Jahr 1850 mit einer Ladung Opium beladen sank. Die Landspitze Point Cabrillo selbst ist nach dem portugiesischen Entdecker Juan Rodríguez Cabrillo benannt, der im Jahr 1542 die Küsten Kaliforniens besegelte.
Die Landspitze, auf der Point Cabrillo Light errichtet wurde, gehört zu einer Reihe von Terrassen aus Sandstein, die durch die tektonischen Aktivitäten der Pazifischen und der Nordamerikanischen Platte aus dem Wasser gehoben wurden. Insgesamt sind fünf dieser Terrassen zwischen Albion und Fort Bragg erkennbar, wobei die Landzunge von Point Cabrillo unter ihnen die jüngste ist.
Für die Schifffahrt entlang des Küstenabschnittes von Point Cabrillo begann eine neue Ära, als im Jahr 1848 in Kalifornien Gold gefunden wurde. Der Kalifornische Goldrausch führte zu einer hohen Nachfrage nach Bauholz, das entlang der nordkalifornischen Pazifikküste in Form von Küstenmammutbäumen in hoher Qualität zur Verfügung stand. Und den Bedarf zu decken, entstanden an zahlreichen Punkten der Küste Sägewerke, deren Produktion auf Schiffen in die Bucht von San Francisco transportiert wurde. Dies führte zu einem starken Anwachsen des küstennahen Schiffsverkehrs in der zweiten Hälfte des 19. Jahrhunderts.

## Geschichte

### Frühe Jahre

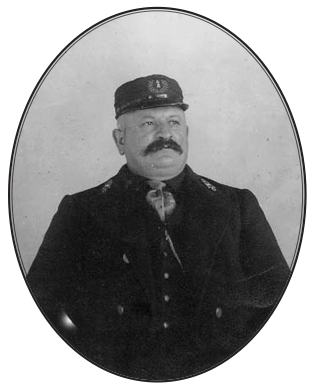
Wilhelm Baumgartner, erster Leuchtturmwärter von Point Cabrillo Light. Baumgartner stammte aus Bayern und immigrierte 1890 in die Vereinigten Staaten. Nach einer Dienstzeit in der US Army bewarb er sich 1908 um den Posten des Head Keeper in Point Cabrillo, den er bis zu seinem Tod im Jahr 1923 innehatte.

Nach einer Reihe von Schiffsunglücken vor der Küste von Point Cabrillo empfahl das United States Lighthouse Service Board im Oktober 1904 die Errichtung eines Leuchtturms südlich von Caspar. Im Januar 1905 wurden 50.000 US-Dollar (1.589.000 US-Dollar in heutiger Kaufkraft) für den Bau bereitgestellt und am 20. Juni 1906 wurde der Bau genehmigt. Zwei Jahre später, im August 1908, begannen die Bauarbeiten für einen Leuchtturm mit Nebelhorn, drei Wohngebäude für Leuchtturmwärter und einen Viehstall. Gleichzeitig wurden Straßen, Abwasserkanäle, ein Wasserturm, eine Schmiedewerkstatt und weitere Gebäude angelegt.
Nach dem Abschluss der Bauarbeiten im Februar 1909 zog mit Wilhelm Baumgartner, einem aus Bayern stammenden Deutschamerikaner, ein erster Leuchtturmwärter nach Point Cabrillo. Gemeinsam mit seinen zwei Assistenten war Baumgartner für den Betrieb der Fresnel-Linse zuständig. Die Linse wurde von einem uhrwerkartigen Antrieb gedreht, der rund alle zwei Stunden von den Leuchtturmwärtern aufgezogen werden musste. Als Lichtquelle diente zunächst eine Petroleumlampe. Das für den Betrieb benötigte Lampenöl wurde in einem eigens im Winter 1909/10 errichteten Ölhaus gelagert.
Im Jahr 1934 wurde Point Cabrillo Light an das Stromnetz angeschlossen. Im Zuge dieser Umstellung wurde die Petroleumlampe 1935 durch eine elektrische Lampe und der Uhrwerkantrieb der Linse durch einen motorgetriebenen Drehmechanismus ersetzt.

### Von 1963 bis zur Gründung derPoint Cabrillo Light Keeper Association
Der Betrieb des Leuchtturms wurde bis 1963 durch Leuchtturmwärter sichergestellt. Nach der Pensionierung des letzten Wärters übernahm die United States Coast Guard die Verantwortung für den Weiterbetrieb. Im Jahr 1972 wurde die bisherige Fresnel-Linse außer Dienst gestellt und durch ein leichter wartbares automatisches Signalfeuer ersetzt.
In den 1970er und 1980er Jahren gerieten die Grundstücke rund um den Leuchtturm unter den Druck von Landspekulanten. Kurz bevor die Planungen für 55 Eigenheime umgesetzt werden konnten, begannen Verhandlungen zum Ankauf der Ländereien durch den Staat Kalifornien. Dieser Kauf wurde schließlich 1991/92 abgeschlossen. Die North Coast Interpretive Association (NCIA), eine Non-Profit-Organisation, übernahm die Verwaltung der Anwesen. Neun Jahre später wurde die NCIA in die ebenfalls gemeinnützige Point Cabrillo Light Keeper Association (PCLK) überführt, die den Besitz bis heute pflegt.

### Restaurierungsmaßnahmen seit 1996
Seit 1996 werden die Gebäude des Point Cabrillo Light restauriert. Im Jahr 1998 begannen Restaurierungsarbeiten an der alten Fresnel-Linse, die im August 1999 zum 90. Jahrestag der Errichtung des Leuchtturms wieder ihren Betrieb aufnahm. Kurz vor der Eröffnung für den Tourismus wurde der Leuchtturm im Rahmen der Dreharbeiten für den Spielfilm The Majestic mit Jim Carrey genutzt. Im Jahr 2002 wurde die Point Cabrillo Light Station and Nature Preserve vom California Department of Parks and Recreation übernommen. Die weitere Restaurierung der Anlage wird von freiwilligen Helfern geleistet.

## Laterne und Optik
Die im Leuchtturm zum Einsatz kommende Fresnel-Linse dritter Ordnung wurde in Birmingham, England, von der Firma Chance Brothers angefertigt und um Kap Hoorn nach Point Cabrillo verschifft. Die Linse ist auf einer Höhe von 32 Fuß (rund 9,4 Meter) im Leuchtturm angebracht und befindet sich damit etwa 84 Fuß (25,6 Meter) über dem Meeresspiegel. Die Linsenkonstruktion weist ein Gesamtgewicht von 6.800 Pfund (rund 3,1 Tonnen) auf.
Die Lichtstärke der ursprünglichen Kombination aus Petroleumlampe und Fresnel-Linse betrug 680.000 Hefnerkerzen. Der heute durch die Optik der Fresnel-Linse gebündelte Lichtstrahl wird durch zwei elektrische 1.000-Watt-Birnen erzeugt. Bei klarer Sicht erreicht dieser von der Linse alle zehn Sekunden erzeugte Lichtstrahl eine Nenntragweite von 14 Meilen (rund 22,5 Kilometer).